# Julio Fossa Calderón
Julio Eduardo Fossa Calderón (Valparaíso, 17 de octubre de 1884 - París, 15 de enero de 1946) fue un pintor chileno, educado en el realismo académico francés pero al que no le fue ajeno la estética del posimpresionismo; perteneció al grupo de los llamados trasplantados o transterrados.

## Biografía
Nacido en el cerro Barón, sus inclinaciones artísticas se manifestaron temprano, hacia 1896, siendo todavía un alumno en el Liceo de Valparaíso, donde enseñaba Juan Francisco González, uno de los cuatro grandes maestros de la pintura chilena. Luego, en 1897, Fossa tomó clases particulares en el taller porteño de Evaristo A. Garrido (1854-1926), donde también se formó, entre otros, Camilo Mori y, al año siguiente, apoyado por sus padres, ingresó en la Escuela de Bellas Artes de Santiago, donde tuvo como profesor a Pedro Lira, otro de los grandes.
Ese año, obtuvo su primer éxito: participó con un dibujo en el Salón Oficial de Bellas Artes de Santiago cuando acababa de cumplir los 14 (durante su estadía la Escuela obtendría los tres premios del curso superior de pintura). A estos salones Fossa concurriría prácticamente cada año (obtuvo distinciones en los de 1900, 1901 y 1904) hasta que, gracias a una beca, partió a Europa en 1906 con el ánimo de estudiar medicina, aunque luego optaría definitivamente por la pintura.
En París Fossa asistió a la famosa Académie Julian, donde tuvo como profesor a Jean-Paul Laurens e ingresó en una escuela comunal del boulevard de Montparnasse, donde el escultor Lucas Tapia (1876-1938), también chileno, fue su compañero.
Estando en el Viejo Continente, Fossa no rompió su relación con los salones patrios, a los que enviaba regularmente sus obras, obteniendo varios triunfos. En 1911, al año siguiente de haber obtenido tercera medalla en la Exposición Internacional de Santiago, consiguió entrar en la Escuela de Bellas Artes de París, donde participó del taller del pintor Fernand Cormon y después en el de Louis-François Biloul. Paralelamente, estudió anatomía artística en la Escuela de Medicina de la capital francesa, gracias a lo cual pudo ilustrar un tratado de anatomía de la forma humana; también hizo el curso superior de la Escuela de Artes Decorativas.

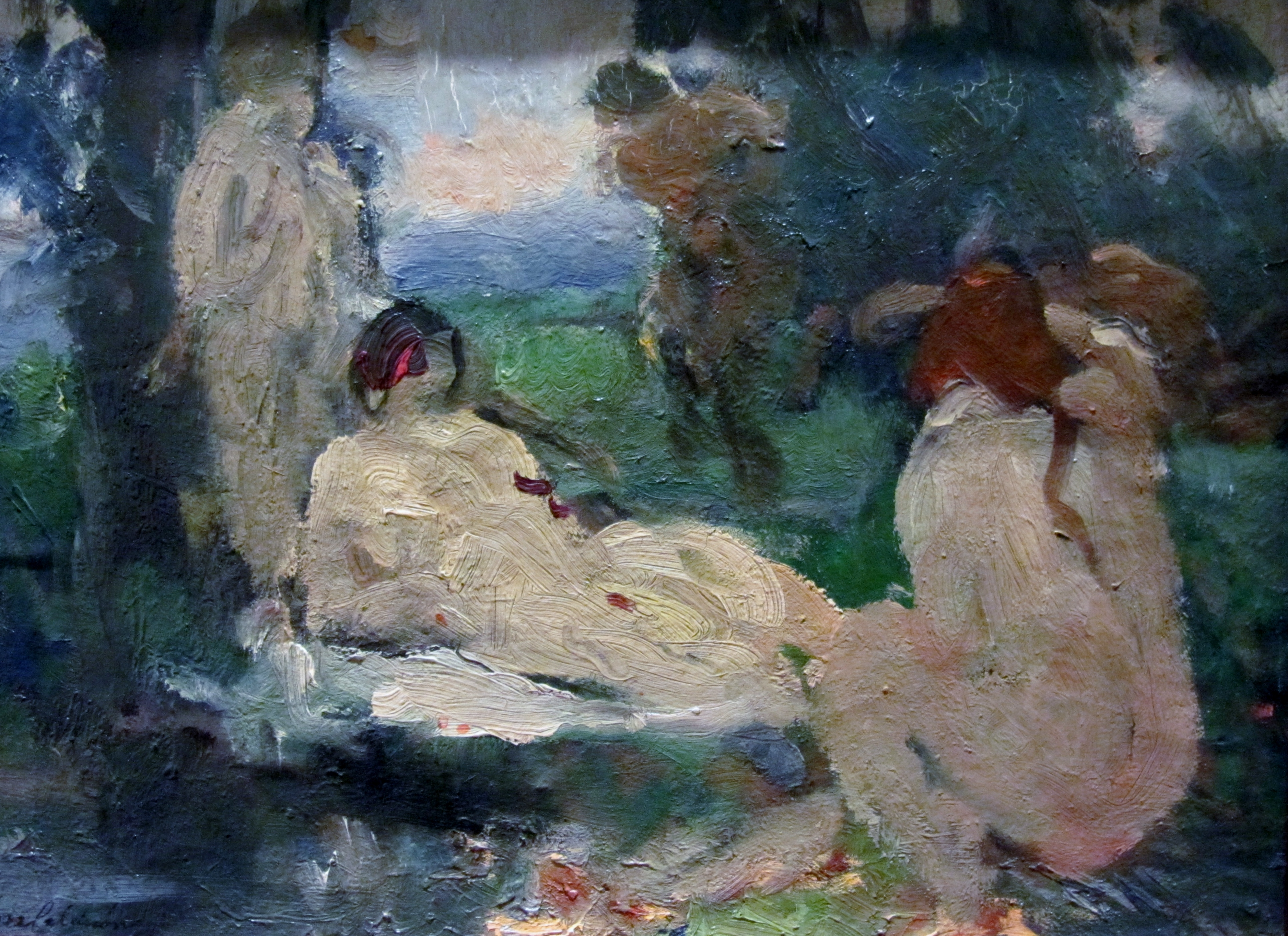
Desnudos en el bosque, Colección Mac Kellar.

Fossa volvió a Chile en 1920 y, después de otro viaje de estudios a Italia, fue nombrado profesor del curso superior de pintura de la Escuela de Bellas Artes en reemplazo de Alberto Valenzuela Llanos. Aunque en Europa vivió las secuelas de la Primera Guerra Mundial, las vanguardias generadas por esta no alteraron su desarrollo artístico: continuó siendo fiel a la pintura figurativa y, a diferencia de muchos artistas contemporáneos, siguió trabajando el realismo académico, siendo considerado uno de los principales pintores chilenos de esta línea junto a Rafael Correa, Pablo Burchard y Manuel Antonio Caro.
En esa época conoció a Julia Núñez Squella, con la que se casó en 1922; al año siguiente nació su hija Beatriz; ambas fueron modelos en varios de sus cuadros.
En 1922 regresó a Francia, en cuya capital continuó perfeccionando su arte y participó exitosamente en los salones capitalinos, donde sus lienzos fueron merecedores de algunas medallas.

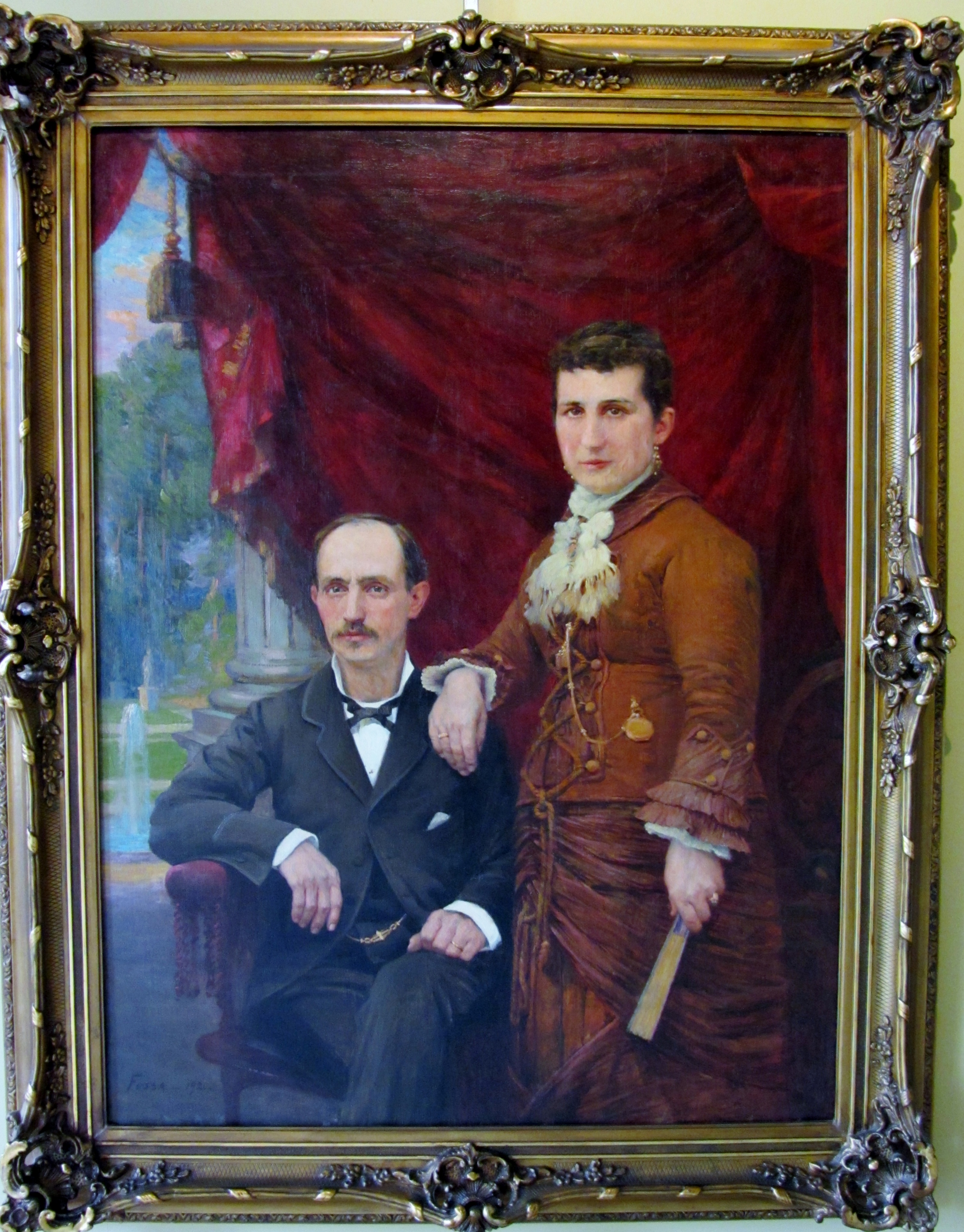
Retrato señores Calamaro-Natero, Museo de Bellas Artes de Valparaíso.

Dejó nuevamente París en 1930 —en julio, la embajada chilena, a cargo de Arturo Alemparte, ofreció un almuerzo de despedida en honor a Fossa y de los artistas premiados en la Exposición Iberoamericana de Sevilla— después de aceptar el puesto de director de la Escuela de Bellas Artes y profesor de pintura superior, composición y anatomía artística que le había ofrecido Armando Quezada, entonces rector de la Universidad de Chile.
Durante los dos años de esta última estadía en Chile, solía viajar al puerto de San Antonio a la casa de la hermana de su esposa Julia; allí Fossa hizo gran cantidad de cuadros y apuntes de paisajes marinos, lanchas y botes; en la zona, visitaba lugares como Lo Zárate y Lo Gallardo donde retrataba escenas campesinas.
En esa época obtuvo algunas distinciones: fue nombrado miembro correspondiente en Chile de la Sociedad de Artistas Franceses y, con un retrato de su esposa, ganó medalla de primera clase en la Exposición Iberoamericana de Sevilla. 
Sin embargo, optó por regresar al Viejo Continente en 1932 debido a una serie de factores: a las desavenencias ideológicas y pictóricas con grupos de la Escuela de Bellas Artes que rechazaban el realismo académico francés, se unieron los desórdenes que estallaron por la crisis económica, con las consiguientes protestas de estudiantes que en una ocasión llegaron a destruir las obras de profesores guardadas en la Escuela, entre ellas, las de Fossa.

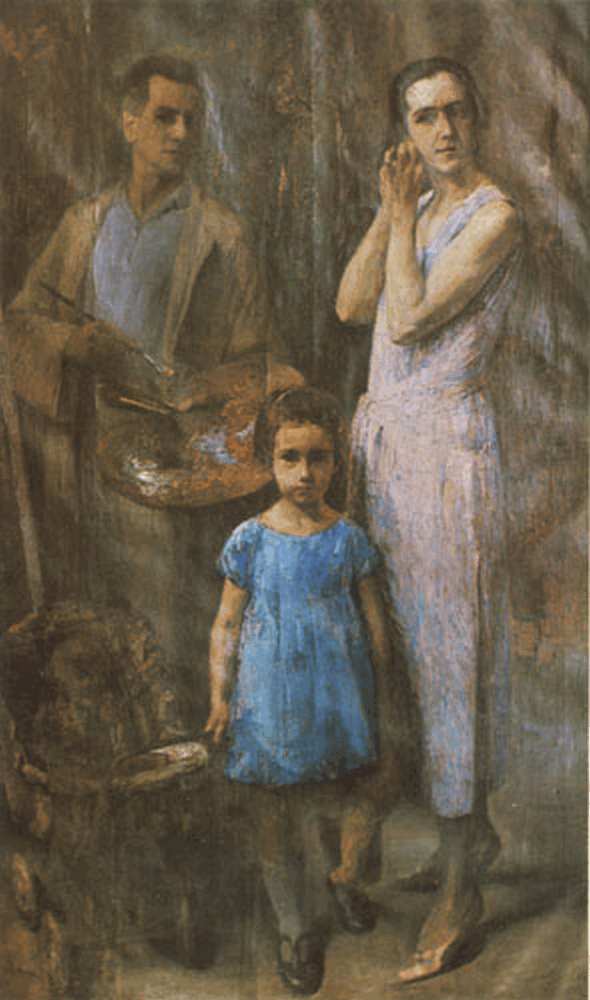
El pintor y su familia, 1928

Se dedicó entonces a realizar obras por encargo, principalmente retratos a altos funcionarios y miembros de la realeza europea; en Bélgica, fue invitado a quedarse en el Palacio Real de Bruselas mientras trabajaba en los retratos de Leopoldo III de Bélgica y su esposa Astrid de Suecia. Francia lo premió en 1937 con la Legión de Honor en el rango de Caballero (decreto del presidente Albert Lebrun del 29 de julio) y, el mismo año fue nombrado agregado cultural de las embajadas de Chile en Roma primero y luego en París por el presidente Arturo Alessandri.
Cuando estalló la Segunda Guerra Mundial, Fossa decidió permanecer en Francia, con las consecuencias que eso significaba. Al entrar Chile en el bando de los aliados, no aceptó el ofrecimiento de su embajada de retornar a Santiago; los alemanes lo trataron como prisionero de guerra, y su salud se quebrantó, al igual que de su esposa y su hija, Beatriz, también pintora. Julio Fossa Calderón falleció en 1946, tres años más tarde lo siguió su mujer y en 1951 murió la talentosa hija, que había recibido una mención de honor en el Salón de París de 1944.
Después de su muerte se han organizado algunas exposiciones individuales de Fossa Calderón; la principal de ellas seguramente ha sido la celebrada en el palacio La Alhambra en 1966, en Santiago, gracias a los esfuerzos del sobrino del pintor, Silvio Fossa Dinamarca, que trajo desde Europa una cantidad de cuadros que luego se pusieron en venta; ello explica que en Chile haya bastantes obras de Fossa Calderón, tanto en las colecciones de los principales museos nacionales como en manos privadas.
En su honor se han nombrado varias calles en Chile, como, por ejemplo, en la comuna de Macul de Santiago, en Reñaca y Quintero.

## Premios y reconocimientos
- Mención de honor en Dibujo, Salón Oficial 1900, Santiago
- Tercera medalla por el cuadro Pensativa, Salón Oficial 1901, Santiago
- Segunda medalla, Salón Oficial 1904, Santiago
- Primera medalla, Salón Oficial 1910, Santiago
- Tercera medalla en Pintura, Exposición Internacional del Centenario, Santiago, 1910
- Premio de honor en el concurso del curso superior de pintura de la Ecole des Arts Decoratifs, París, 1920
- Premio de honor, Salón Oficial 1921, Santiago
- Premio Certamen General Marcos Segundo Maturana 1921, Salón Oficial, Santiago
- Premio de honor del Certamen Arturo Edwards 1921, Salón Oficial, Santiago
- Primera mención de honor por La Robe blanche, Salón de la Sociedad de Artistas Franceses 1929
- Medalla de primera clase por el retrato de su esposa, Exposición Iberoamericana de Sevilla, 1929-1930
- Segunda medalla, sección Pintura, Salón de la Sociedad de Artistas Franceses 1930, París
- Medalla de plata, Salón de la Sociedad de Artistas Franceses 1934, París
- Medalla de oro, sección Pintura, Salón de la Sociedad de Artistas Franceses 1936, París
- Premio Hors Concours por La toilette, Salón de la Sociedad de Artistas Franceses 1936, París
- Miembro correspondiente en Chile de la Sociedad de Artistas Franceses
- Legión de Honor en el rango de caballero, Francia (1937)

## Obras en colecciones públicas de Chile

### En Santiago
Museo Nacional de Bellas Artes
- Desnudo, 1904, óleo sobre tela, 116 x 86 cm
- Los huérfanos, 1912, óleo sobre tela, 98 x 123 cm
- Lucette, óleo sobre tela, 139 x 103 cm
- Recordando, 1913, óleo sobre tela, 40 x 33 cm
- Desnudo de mujer, 1932, óleo sobre tela y madera, 47 x 34 cm

Museo Histórico Nacional
- Niño, dibujo, carbón sobre papel, 41 x 26,5 cm
- Retrato de Arturo Alessandri, 1922, óleo sobre tela y madera, 195 x 125 cm

Colección Mac Kellar
- Desnudos en el bosque, óleo sobre madera, 27 x 37 cm
- Retrato de mujer con sombrero blanco, óleo sobre madera, 50.5 x 40.5 cm

* * *
- Desnudo, óleo sobre tela, 55.5 x 46 cm, Museo de Arte Contemporáneo

### En otras ciudades
Pinacoteca de la Universidad de Concepción
- Madre e hija, óleo sobre tela, 107 x 95 cm
- La Toilette, óleo sobre tela, 106 x 89 cm
- Busto desnudo, óleo, 55 x 45 cm
- Busto desnudo 2, óleo sobre tela, 44 x 38 cm
- Desnudo de mujer, óleo sobre tela, 118 x 197 cm
- El escultor, óleo sobre tela, 99 x 76 cm

Museo de Arte y Artesanía de Linares
- Estudio, dibujo, lápiz sobre papel, 24 x 21 cm
- Retrato de un hermano, dibujo, carboncillo sobre papel, 36 x 34 cm
- Cabeza de niña, dibujo, lápiz grafito sobre papel, 21 x 20 cm
- Lechuza y cabeza de mujer, dibujo, carboncillo sobre papel, 43 x 29 cm
- Pie griego, óleo sobre papel, 40 x 34 cm

* * *
- Retrato de los señores Calamaro-Natero, 1920, óleo sobre tela, Museo de Bellas Artes de Valparaíso

- Museo de Bellas Artes de Viña del Mar

- Apunte. Mujer desnuda, 27 x 20 x 1 cm, Museo O'Higginiano y de Bellas Artes de Talca